# Ridderorden in Schaumburg-Lippe
Schaumburg-Lippe werd in 1946 deel van de Duitse Bondsstaat Nedersaksen. Van 1647 tot 1918 was het graafschap een van de vele kleine Duitse staten met eigen vorst en ook een eigen ridderorde.
- Het Erekruis van het gehele Vorstelijke Huis van Lippe (Duits: "Ehrenkreuz des Fürstlich Lippischen Gesamthauses") werd op 25 oktober 1869 door de vorsten Leopold III van Lippe (Detmold) en Adolf George van Schaumburg-Lippe ingesteld als een Ridderorde in de twee vorstendommetjes.

In 1890 werd de gezamenlijke verlening van deze Orde beëindigd. De twee vorsten verleenden nu ieder hun eigen Orde die overigens alleen door het gekroonde monogram in het medaillon en het brandnetelblad van Schaumburg onder de rode roos van die van zijn verwant verschilde.
Zie daarom ook: Ridderorden van Lippe-Detmold.
Na deling in 1890 spreekt men daarom van de
- Huisorde van Schaumburg-Lippe in Schaumburg-Lippe

en het
- Vorstelijk Lippische Erekruis in het naburige staatje Lippe.

Het zeer kleine Schaumburg-Lippe, het staatje had in 1910 slechts 46.652 inwoners, bezat ook een ridderorde om verdienstelijke kunstenaars en wetenschappers te decoreren.
- De Orde voor Kunst en Wetenschap 1899